# Piper minasarum
Piper minasarum är en pepparväxtart som beskrevs av J.A. Steyermark. Piper minasarum ingår i släktet Piper och familjen pepparväxter. Inga underarter finns listade i Catalogue of Life.